# História Verdadeira
História Verdadeira, A História verdadeira, ou ainda, História verídica (em grego: Ἀληθῆ διηγήματα; em latim: Verae historiae) é um romance de Luciano do século II d.C. considerado o precedente clássico da literatura fantástica e da ficção científica. Trata-se da ficção mais antiga conhecida que narra as viagens de alguns aventureiros que, após cruzarem os Pilares de Hércules, chegam a uma ilha misteriosa e posteriormente são transportados para a Lua, onde participam de uma guerra interestelar até poderem retornar à Terra e continuar sua jornada marítima. A obra tem sido qualificada de "o primeiro texto conhecido do que poderia se chamar de ficção científica". História verdadeira foi pensada por Luciano como uma sátira contra as fontes históricas contemporâneas e antigas, que citavam acontecimentos fantásticos e míticos como verídicos.

## Características

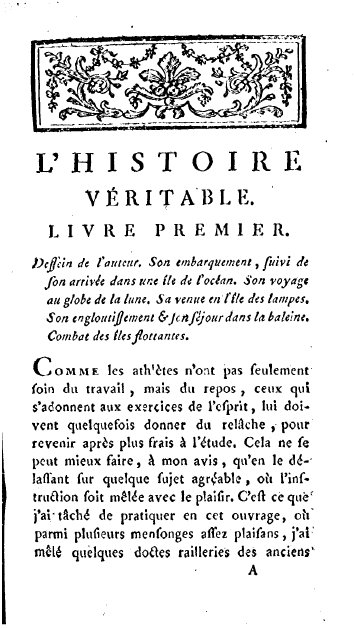
Capa de uma edição francesa e continuação de Nicolas Perrot d'Ablancourt, em uma edição de 1787.

Esta obra não elude uma classificação literária clara. Sua escritura em diferentes níveis significativos tem dado lugar a interpretações tão diversas como as de ficção científica, fantasia, sátira ou paródia, dependendo da importância que atribui a cada estudioso à intenção exposta pelo autor de contar factos inventados.
O título alude ao caráter paródico da epopeia e da mitologia de sua época, pois apresenta como verdadeiras jornadas e origens dos heróis diferentes daquelas narradas por autores consagrados, especialmente Homero. A presença de extraterrestres no lugar de deuses é uma das características mais originais da obra, por ser raríssima na antiguidade.
É narrado de forma autobiográfica.
No prólogo, Luciano explica que a única coisa real da história é que ela é completamente falsa e justifica dizendo que, no final das contas, também não se pode confiar em quem diz estar dizendo a verdade.

 "Resolvi que não valia a pena chamar a atenção para eles por todas as mentiras que encontrei neles ao lê-los, visto que isso já é comum até mesmo entre aqueles que prometem filosofar. Mas estou surpreso que eles pensaram que passaria despercebido que eles não estavam escrevendo a verdade. Por isso também eu, podendo deixar um trabalho para os que virão depois, para não ser o único deserdado com a liberdade de mentir, porque não tinha nada de verdade para contar–porque nada digno de menção me aconteceu–, Tenho me envolvido com ficção de uma forma muito mais descarada do que outros. E numa coisa serei verdadeiro: dizer que minto." —  Luciano de Samósata, "História Verdadeira", I, 4. 
Na obra o autor mantém um tom satírico, aproveitando para criticar figuras históricas.

## Argumento

### Livro um
O autor começa com a descrição de sua viagem imaginária junto com cinquenta companheiros. Atravessam as Colunas de Hércules, movidos como Odisseu pela vontade de conhecer novos lugares. De repente, irrompe uma tempestade e o vento empurra o navio por setenta e nove dias; quando chega a calmaria, eles se deparam com uma ilha desconhecida. Eles descem para explorá-la e encontram uma coluna de bronze com uma inscrição em grego dizendo que Hércules e Dioniso estiveram lá e encontraram pegadas de gigantes. Então eles descobrem um rio que não carrega água, mas vinho, decidem nadar nele e pegar alguns peixes. Então eles se deparam com um grupo de seres especiais: os machos estão vivos dos quadris para baixo e as fêmeas estão vivas dos quadris para cima. 
Ao sair da ilha, o navio é imerso em um tufão e eles são levados a uma altura equivalente a 3.000 estádios. Após oito dias de voo acabam por cair num terreno "brilhante e esférico, iluminado por uma grande luz", a lua. Eles pousam na superfície lunar, são capturados pelos hipogrifos e levados à presença do rei selenita Endimião, que estava envolvido em uma guerra contra o rei do Sol, Faetonte, pela colonização de Vênus. Esta "guerra das estrelas" é travada por guerreiros armados de uma forma curiosa: cogumelos agem como escudos e aspargos agem como lanças e para cavalgar, ao invés de cavalos, montam Psyllotoxoti, que são pulgas bem grandes como doze elefantes. Finalmente os guerreiros do Sol vencem. Luciano e seus companheiros, que lutavam ao lado dos selenitas, são feitos prisioneiros e levados ao sol. Após um curto período de cativeiro, eles decidem voltar à terra. Endimião, no entanto, tenta retê-los oferecendo-lhes honras. Antes de continuar a narração da viagem, Luciano faz uma descrição detalhada de todas as coisas que lhe ocorreram enquanto estava na lua: a aparência e os costumes dos habitantes da lua (selenitas) e a ausência de mulheres. 
No caminho de volta, eles são engolidos por uma baleia de 1.500 estádios de comprimento. Lá dentro, há uma ilha habitada por uma tribo que os recebe com hostilidade e a tripulação extermina todos eles. Um ano e nove meses se passam e finalmente a boca da baleia se abre e eles podem escapar. Logo depois, eles se encontram no meio de uma batalha entre gigantes que usaram ilhas ao invés de navios.

### Livro dois

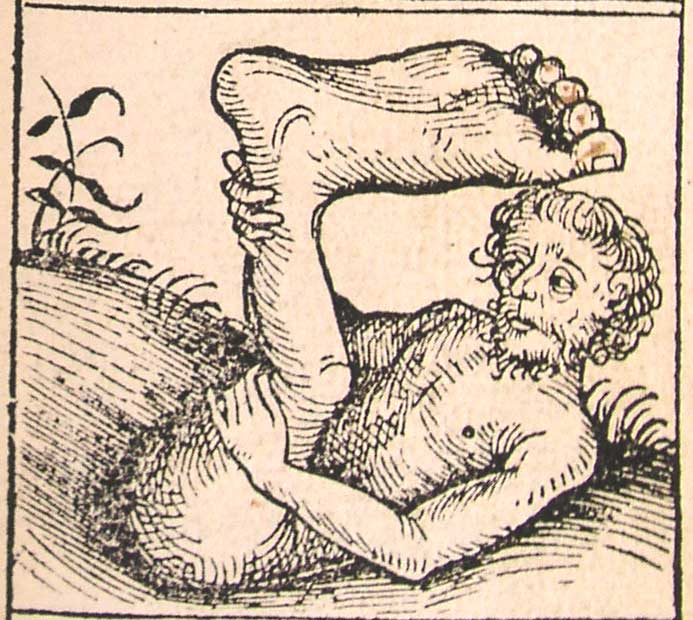
Um "σκιαποδες (skiapodes)" como os citados por Ctésias de Cnido, um dos autores parodiados por Luciano na História verdadeira. A imagem pertence às Crônicas de Nuremberg de 1493

O navio de Luciano consegue escapar e eles chegam a uma ilha de queijos em um arquipélago chamado Ilhas Afortunadas, governado por um cretense chamado Radamanto. Lá eles encontram Homero, Ulisses, Sócrates, Pitágoras e outros personagens históricos ou mitológicos.
Eles voltam para o mar e chegam a uma ilha onde personagens míticos e históricos, como Ctésias de Cnido e Heródoto, cumprem penas, punidos eternamente pelas "mentiras" que haviam dito. Eles embarcam e passam pela ilha dos sonhos, onde permanecem por trinta dias. Após três dias de navegação, chegam à ilha de Ogígia, e aproveitam para entregar a Calipso uma carta de Odisseu, na qual explica que teria preferido ficar ali com ela quando teve a oportunidade. Então eles retomam sua jornada e se encontram presos em uma fossa oceânica com mil estádios de profundidade; conseguem superá-la remando cansativamente, passando por uma ponte de água que une as duas partes até chegarem a um mar calmo. Depois de ver outras ilhas, eles descobrem um continente. Enquanto eles discutem se devem desembarcar por um curto período de tempo ou ir para o interior para conhecer melhor o país, uma tempestade atinge o navio contra a costa e o quebra. O romance termina abruptamente com a promessa do autor de narrar em outros livros as aventuras que se seguiram.

## Influências
De acordo Fócio, esta narrativa de Luciano pode ter sido influenciada por "As incríveis maravilhas além Thule" de Antônio Diógenes. Outros estudiosos atuais veem no poema de Homero "A Batalha dos Sapos e Ratos" (Batracomiomaquia) um possível precedente. No entanto, Aristófanes fez uso da fantasia na comédia "As Aves" e Luciano a menciona quando diz que parece ter visto a ilha dos pássaros de seu barco.
Acredita-se também que Luciano poderia ter influenciado obras posteriores como As Viagens de Gulliver, Vinte Mil Léguas Submarinas, Orlando Furioso, e talvez as Aventuras de Pinóquio.